# جورج دانيلز
جورج دانيلز (بالإنجليزية: George Daniels) هو عداء سريع غاني، ولد في 8 مارس 1950، وتوفي في 13 أغسطس 2005 في كيب كوست في غانا.

## وصلات خارجية
- جورج دانيلز على موقع الاتحاد الدولي لألعاب القوى (الإنجليزية)
- جورج دانيلز على موقع أوليمبيديا (الإنجليزية)
- جورج دانيلز على موقع اتحاد ألعاب الكومنولث (مؤرشف) (الإنجليزية)